# Pałac w Mysłowie
Pałac w Mysłowie – zabytkowy pałac we wsi Mysłów (województwo dolnośląskie), w Polsce, w powiecie jaworskim, w gminie Bolków, we wschodniej części Gór Kaczawskich w Sudetach Zachodnich. Wieś jest położona nad potokiem Mokrzynka, równolegle do drogi Wrocław-Jelenia Góra.

## Opis
Renesansowy pałac wybudowany około 1700 r. został przebudowany. Od 1891 r. właścicielem pałacu i dób został podporucznik Konrad Tietze. Po II wojnie światowej obiekt był własnością Fabryki Maszyn Rolniczych. Sam obiekt jest zdewastowany. Budynek ma powierzchnię 2300 m² oraz kubaturę 10775 m³.